# Bundesgartenschau 1995

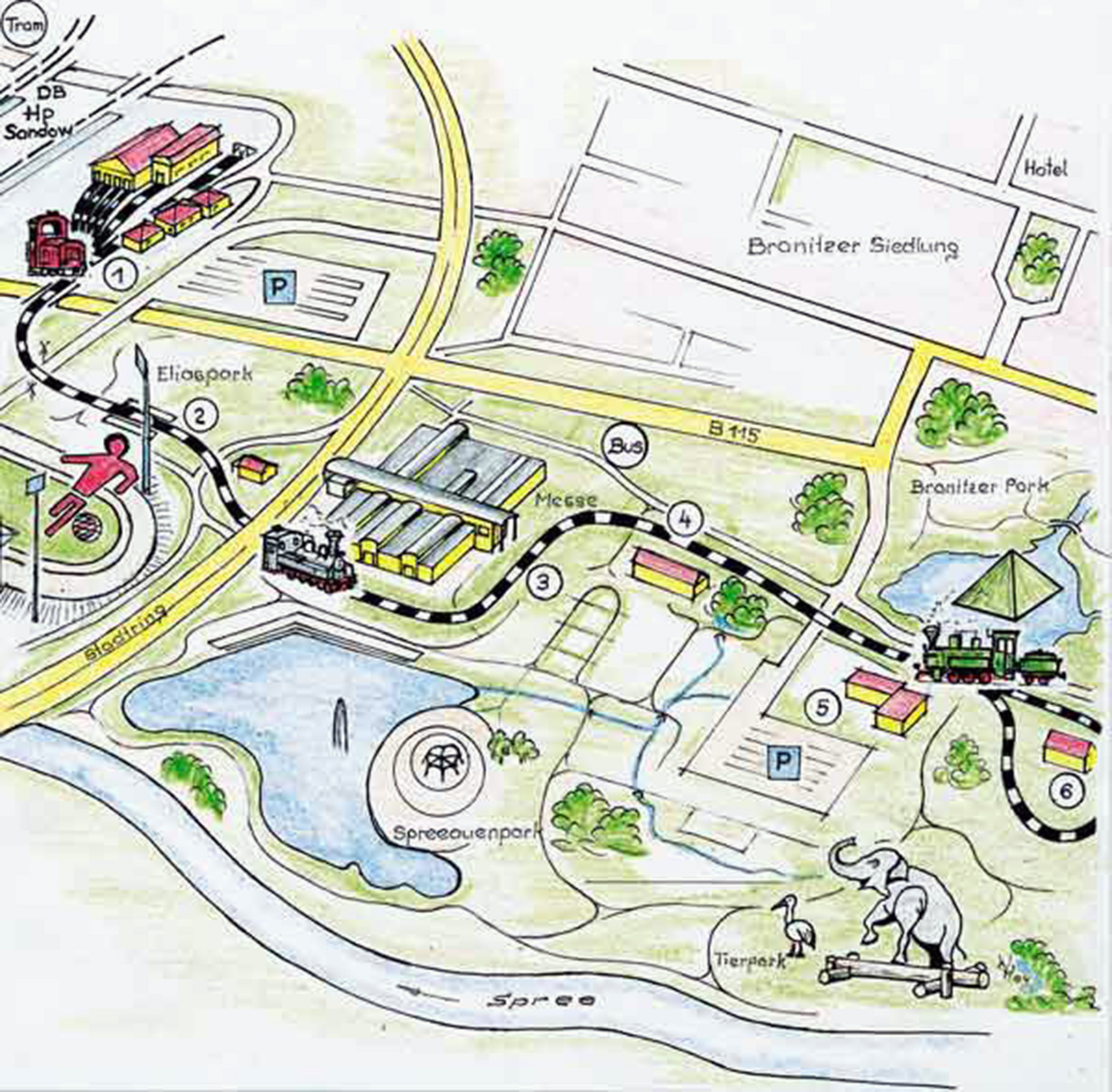
Kerngebiet der Bundesgartenschau 1995

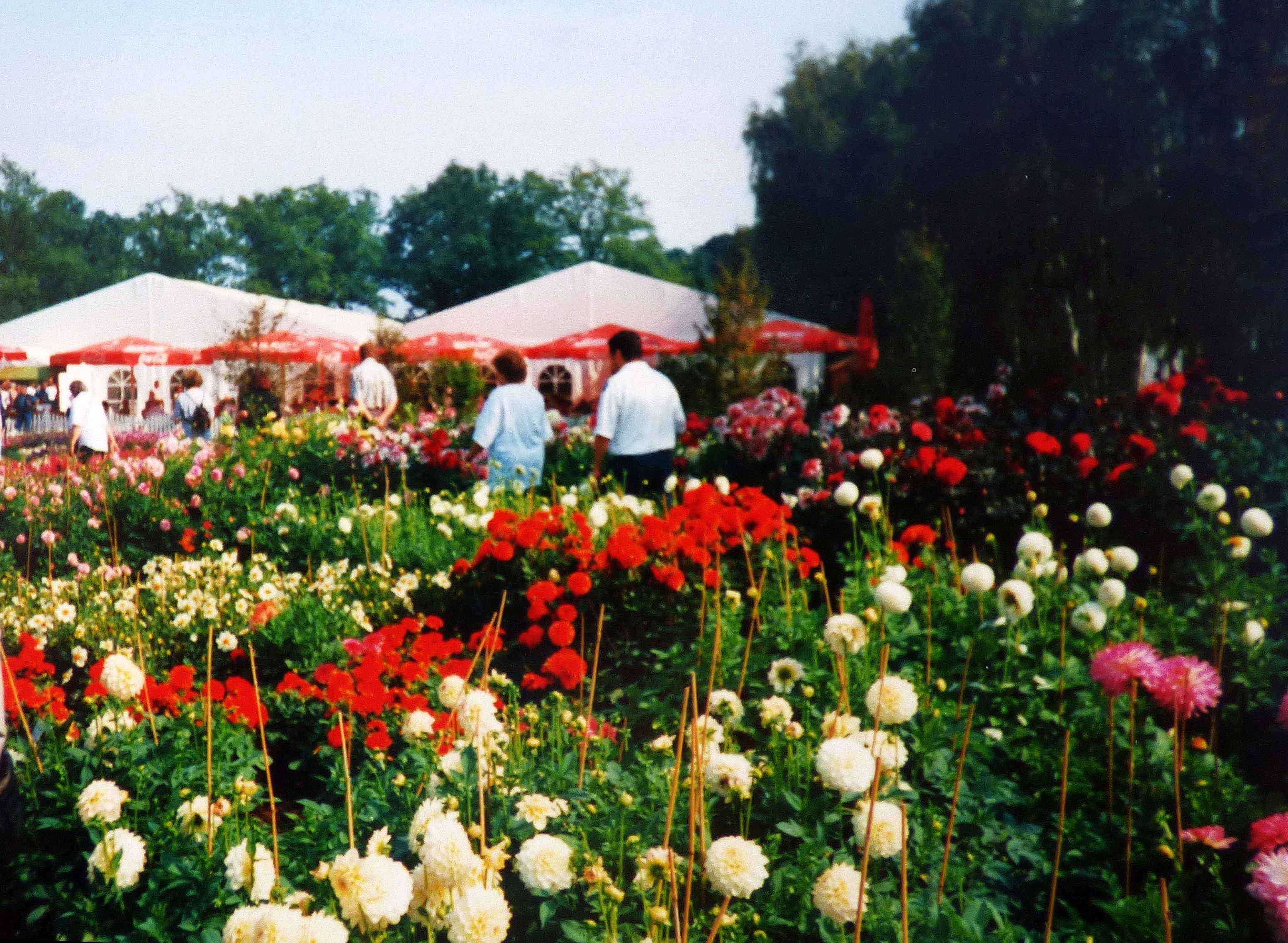
Bundesgartenschau 1995

Die Bundesgartenschau 1995 (BUGA 95) fand vom 29. April bis 8. Oktober 1995 im brandenburgischen Cottbus statt. Nur wenige Jahre nach der Deutschen Wiedervereinigung war das die erste Bundesgartenschau sowohl in Brandenburg als auch in den neuen Bundesländern.

## Geschichte
1991 beschloss die Stadtverordnetenversammlung von Cottbus, sich um die BUGA 95 zu bewerben. Die BUGA 95 sollte ursprünglich in Berlin stattfinden. Berlin sagte aber wegen seiner anstehenden Bewerbung um die Olympischen Sommerspiele 2000 ab.
Die Bundesgartenschau wurde durch Bundespräsident Roman Herzog im Stadion der Freundschaft eröffnet.

## Ausstellungsgelände
Das Ausstellungsgelände umfasste 55 ha. Das Zentrum der Bundesgartenschau in Cottbus waren der seit 1902 bestehende Eliaspark und der für die Bundesgartenschau eigens geschaffene Spreeauenpark.
Der reichlich drei Hektar umfassende Eliaspark war ursprünglich durch eine Stiftung des Cottbuser Tuchfabrikanten Hermann Elias entstanden. Für die Bundesgartenschau wurde er neu gestaltet, neue Wege, Spiel- und Sportanlagen sowie ein Wasserspielplatz angelegt.
Der Spreeauenpark bildet seit der BUGA 95 an der Spree eine Brücke zwischen den innerstädtischen Grünflächen und dem Branitzer Park im Südosten der Stadt. Hier befindet sich auch der Cottbuser Tierpark. Der Eingangsbereich des bereits zum Außenpark des Branitzer Parks gehörenden Tierparks erfuhr, wie auch andere städtische Grünanlagen im Zuge der Vorbereitungen zur BUGA 95 eine Neugestaltung. Im Nordwesten des Spreeauenparks liegt ein 1,2 Hektar großer Parkweiher. Angelegt wurden hier ein Rosengarten, ein Rhododendronhain, Wiesenlandschaften mit Wechselpflanzungen sowie ein Apotheker- und Bauerngarten. Eine weitere Sehenswürdigkeit ist hier der Tertiärwald mit Pflanzen und Gehölzen aus verschiedenen erdgeschichtlichen Epochen, Findlingen aus der Eiszeit und etwa 1200 Jahre alten fossilen Mammutbaumstubben. Er soll eine lebende Nachbildung eines Urwaldes der Braunkohlezeit darstellen. Dieses Projekt wurde ebenfalls im Zuge der BUGA 95 eröffnet.

## Attraktionen

### Hallenschauen
Um ausreichend Ausstellungsflächen für die Blumenhallenschauen der Bundesgartenschau zu schaffen, wurden unmittelbar am Spreeauenpark Hallen errichtet. Sie sind heute Bestandteil des Cottbuser Messegeländes. Während der BUGA 95 wurden in den Hallen 22 Ausstellungen von 590 Ausstellern gezeigt.

### Parkeisenbahn

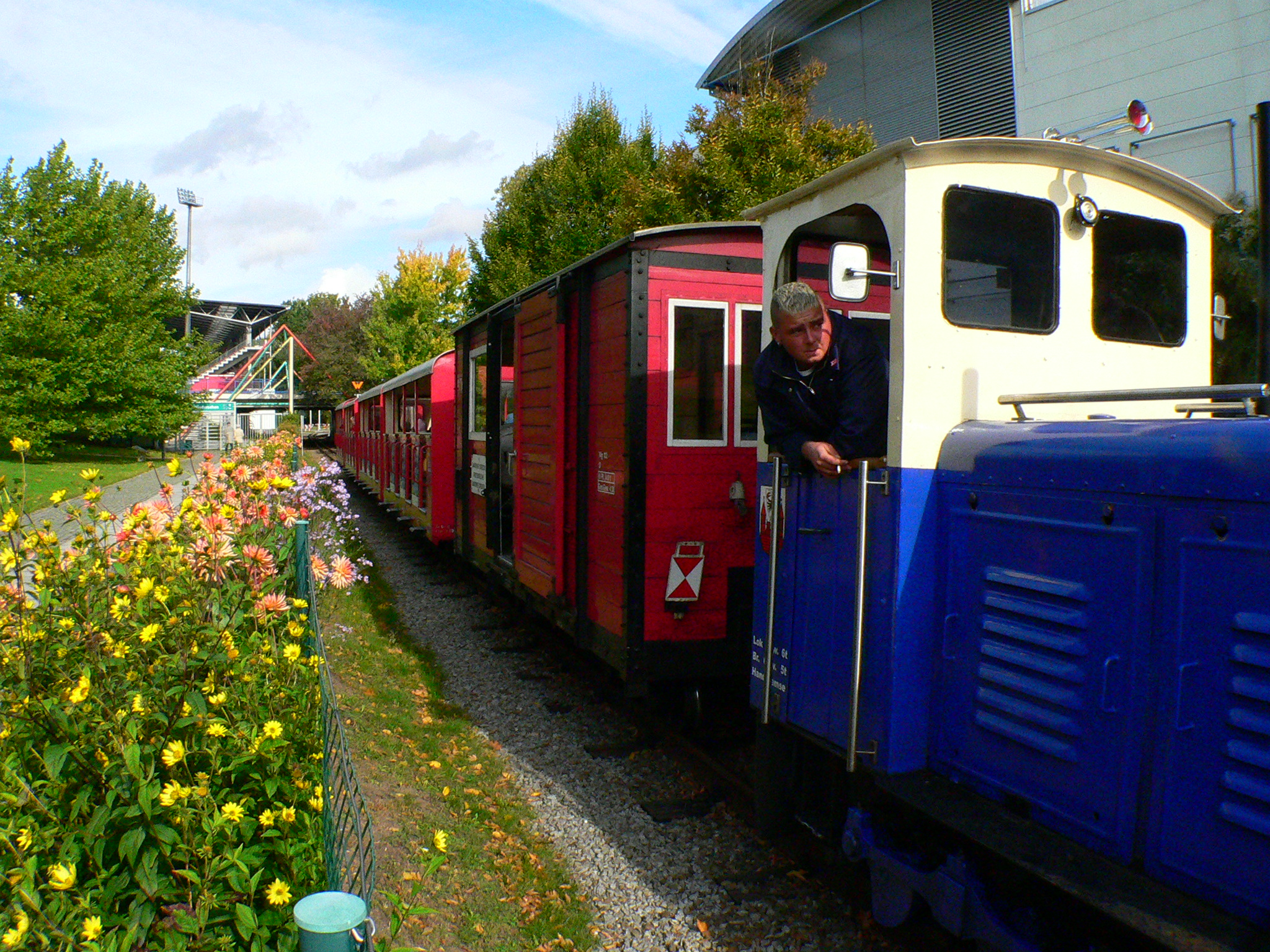
Parkeisenbahn am Spreeauenpark

Eine wichtige Einrichtung der Bundesgartenschau 1995 war die seit 1954 bestehende Cottbuser Parkeisenbahn, ursprünglich eine Pioniereisenbahn. Die Schmalspurbahn führt über eine Länge von 3,2 Kilometern vom Branitzer Park über Spreeauen- und Eliaspark zum Bahn- und Betriebshof Sandower Dreieck, der an der Bahnstrecke Cottbus–Forst (Lausitz) und dem Bahnhof Cottbus-Sandow liegt. Sie verband die Ausstellungs- und Veranstaltungsflächen. Im Vorfeld der Bundesgartenschau wurden Teile der Strecke neu trassiert, bis zum eigens neu errichteten Sandower Dreieck verlängert sowie zusätzliche Lokomotiven und Wagen beschafft. Die offizielle Übergabe der neuen Anlagen erfolgte am 28. März 1995, die erste Fahrt einen Tag später. Bis zum Ende der Bundesgartenschau nutzten die Bahn 650.000 Fahrgäste, die höchste Fahrgastzahl in ihrer Geschichte.

## Fazit und Nachhaltigkeit

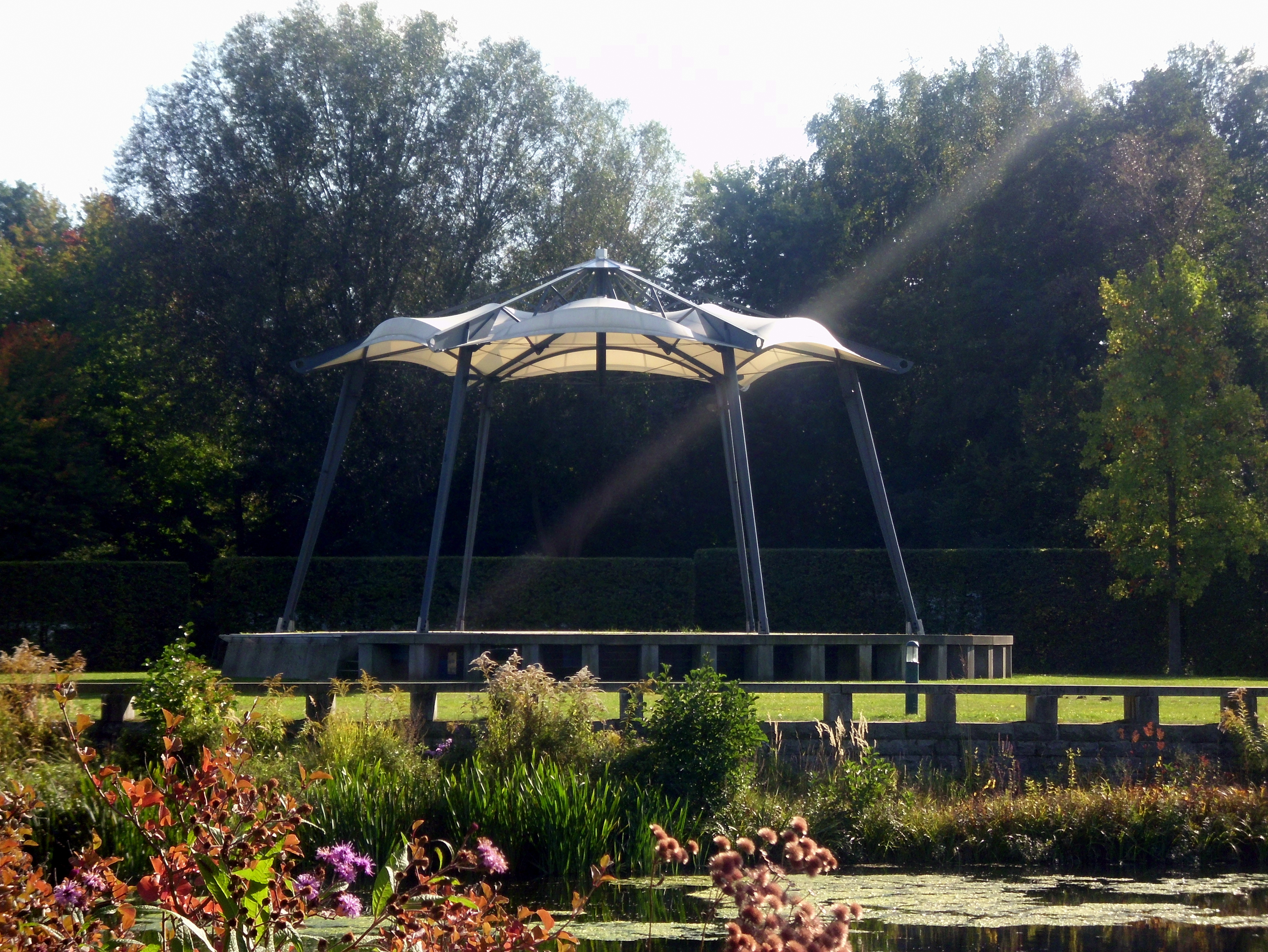
Pavillon im Spreeauenpark

Cottbus verzeichnete durch die BUGA 95 einen großen Image-Gewinn und der Bekanntheitsgrad der Stadt konnte wesentlich gesteigert werden. 2,4 Mio. Besucher sahen sich die Gartenschau an, dabei waren der Eröffnungstag mit 46.000 Besuchern und der Abschlusstag mit 56.000 Besuchern die besucherstärksten Tage der BUGA 95.
Die BUGA 95 kostete etwa 140 Mio. DM. Sie wurde mit etwa 95 Mio. DM vom Land Brandenburg und dem Bund gefördert. Auf Grund der Bundesgartenschau wurden in Cottbus mehr als 1 Milliarde D-Mark investiert. Die Bundesautobahn 15 wurde eigens ausgebaut, Cottbus Hauptbahnhof renoviert. Die BUGA 95 war zugleich Auslöser einer umfangreichen Stadtsanierung. Aus den Ausstellungshallen der Bundesgartenschau entstand ein Messe- und Congresszentrum. Die Bettenzahl in Hotels und Pensionen der Stadt erhöhte sich von 450 auf 2.100.
Probleme verursachte die Nachnutzung der Gartenschauflächen: Die Folgekosten für den Erhalt und Betrieb der Anlagen sowie Belastungen durch aufgenommene Kredite wurden im Vorfeld unterschätzt. Der zentrale Bereich im Spreeauenpark blieb für Besucher weiter entgeltpflichtig, andere Teile des Bundesgartenschaugeländes waren nach dem Ende der Veranstaltung aber wieder frei zugänglich.

## Wissenswert

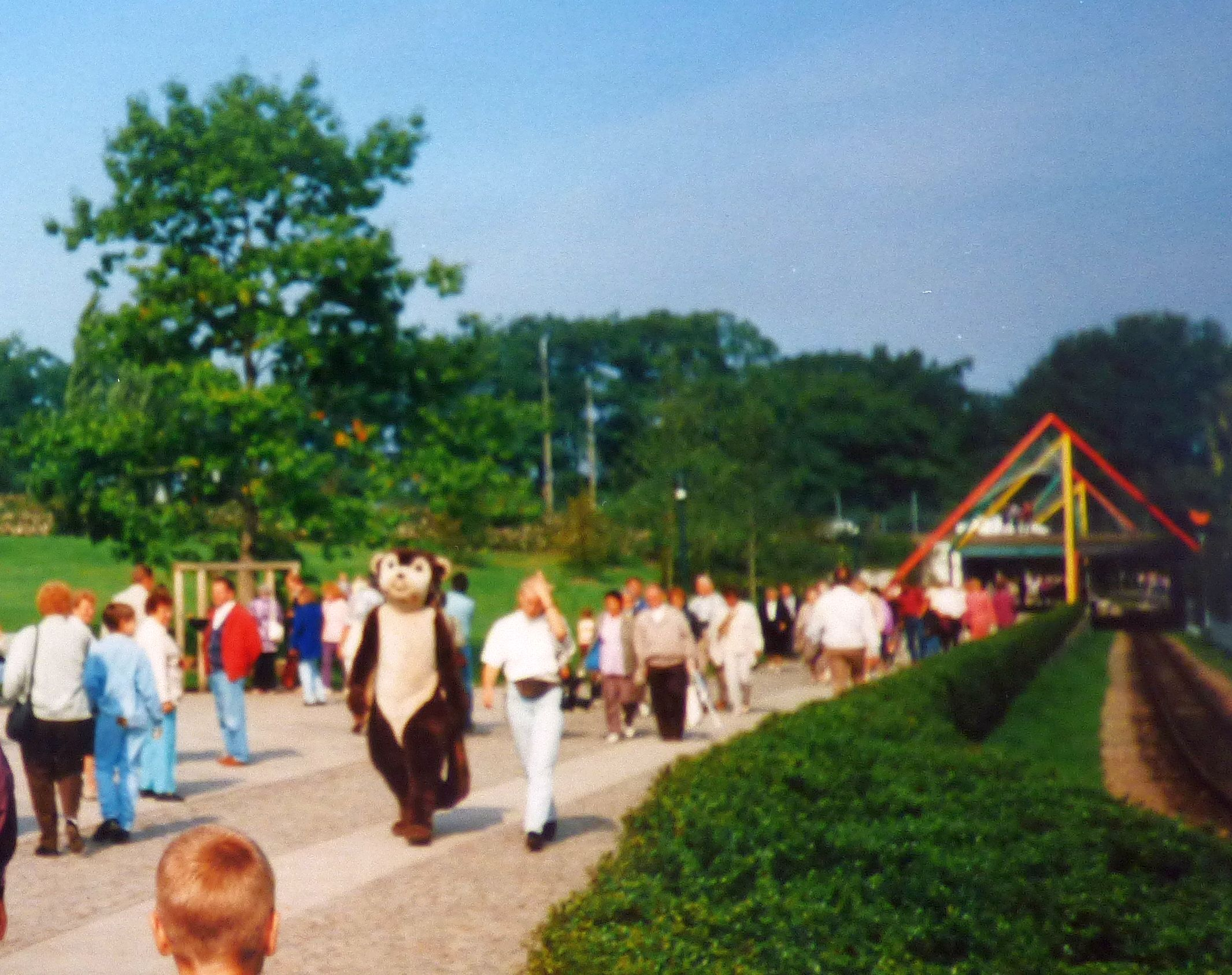
Buga-Maskottchen Otti unter Besuchern an der Parkeisenbahn im Spreeauenpark

Buga-Maskottchen war Otti, ein Fischotter, der als Sieger aus einem vorangegangenen Kinderwettbewerb hervorgegangen war.
Seit der BUGA 95 wird in Cottbus die Ehrenmedaille der Stadt Cottbus für außergewöhnliche Verdienste um das Gemeinwohl vergeben.
Inzwischen zeigt Cottbus Interesse, erneut eine Bundesgartenschau auszurichten.